# Lydoceras lictor
Lydoceras lictor là một loài bọ cánh cứng trong họ Meloidae. Loài này được Gerstaecker miêu tả khoa học năm 1884.